# Звезда Каптейна
Звезда́ Капте́йна (VZ Живописца, HD 33793) — одиночная звезда в созвездии Живописца. Находится на расстоянии приблизительно 13 световых лет (3,91 пк) от Солнца. Была открыта в 1897 году Якобусом Каптейном, в честь которого и получила своё название. Звезду Каптейна можно разглядеть на ночном небе с помощью обычного телескопа.

## Характеристики
Звезда представляет собой красный субкарлик, то есть она имеет аномальный спектр и расположена в промежутке между звёздами главной последовательности и белыми карликами на диаграмме Герцшпрунга-Рассела. Она испускает света в 250 раз меньше, чем наше Солнце и имеет массу около четверти нашего светила. К тому же она относится к тем объектам, которые движутся в обратную сторону по нашей галактике, в отличие от большинства других. На момент своего открытия это была звезда, имеющая самое большое собственное движение. На данный момент известна ещё более быстрая звезда — звезда Барнарда.
Звезда Каптейна является переменной типа BY Дракона. Входит в состав гало Млечного Пути. Такие объекты составляют всего лишь от 0,1 до 0,2 % всего населения нашей галактики. Рассматриваемая звезда является самым близким к нам подобным объектом. Она принадлежит местному скоплению таких звёзд, называемому Группой звезды Каптейна (англ. Kapteyn's star group), которое, возможно, было частью сверхскопления звёзд, принадлежащих гало.

## Планетная система
У звезды открыты две планеты — Каптейн b и Каптейн c. Каптейн b находится в зоне обитаемости и является самой старой из потенциально обитаемых планет (около 11,5 млрд. лет). Орбитальные периоды — 48,6 и 121,5 земных суток, а минимальные массы — 4,8 и 7 масс Земли соответственно.
Существует гипотеза, что планеты Каптейн b в зоне обитаемости у звезды на самом деле нет, а наблюдается звёздная активность, так как период вращения звезды 143 дня кратен (1/3) периоду обращения заявленной планеты.

## Ближайшее окружение звезды
Следующие звёздные системы находятся на расстоянии в пределах 10 световых лет от неё:
| Звезда       | Спектральный класс | Расстояние, св. лет |
| LHS 1565     | M5,5 V             | 3,7                 |
| LP 944-020   | M9                 | 6,1                 |
| Сириус AB    | A1 Vm / DA2 VII    | 7,5                 |
| ε Эридана    | K2 V               | 8,5                 |
| 82 Эридана   | G8 V               | 8,9                 |
| Глизе 229 AB | M1 / T0            | 9,3                 |